# 総合不動産鑑定コンサルタント
株式会社総合不動産鑑定コンサルタント（そうごうふどうさんかんていコンサルタント）は東京都豊島区にあり、不動産の鑑定評価や市街地再開発事業に係るコンサルティングを行っている。

## 沿革
- 1984年 設立

## 所在地
- 東京都豊島区東池袋1丁目33番8号 NBF池袋タワー7階

## 主な実績
（都市再開発法に基づく第一種市街地再開発事業に係る従前・従後資産評価、権利変換計画、管理運営計画）
- 宇田川町14・15番地区第一種市街地再開発事業（施設建築物名：渋谷パルコ・ヒューリックビル）
- 静岡呉服町第二地区第一種市街地再開発事業（施設建築物名：札の辻クロス）
- 大和駅東側第４地区第一種市街地再開発事業（施設建築物名：大和市文化創造拠点シリウス）
- 千駄ケ谷五丁目北地区第一種市街地再開発事業（施設建築物名：リンクスクエア新宿）
- 新宿三丁目東地区第一種市街地再開発事業（施設建築物名：新宿三丁目イーストビル）
- 新杉田駅前地区第一種市街地再開発事業（施設建築物名：らびすた新杉田）
- 府中駅南口第三地区第一種市街地再開発事業（施設建築物名：くるる）

など。